# Aeroportul Gardez
Aeroportul Gardez (IATA: GRG, ICAO: OAGZ) este un aeroport din Provincia Paktia, Afganistan ce deservește zona Gardez.
Situat la o altitudine de 2.374 m, aeroportul dispune de o singură pistă.

## Infrastructură

### Terminale
Aerogara are în componență 1 terminal, Gardez Air Base⁠(d). 